# Квартал (супермаркет)
Кварта́л — мережа магазинів у форматі «біля дому» на Півночі України, входить до групи Євротек. Магазини знаходяться в містах Чернігові, Житомирі, Славутичі та Прилуках. Мережа нараховує 23 торговельних об'єкти: у Чернігові — 14, Славутичі — 1, Прилуках — 2, Житомирі — 6.

## Історія
Перший магазин було відкрито у Чернігові в 2003 році.
Наприкінці 2000-х мережа увійшла до мережі супермаркетів «Союз». За даними GT Partners Ukraine, в 2008 році товарообіг мереж «Квартал» і «Союз» в Чернігові складав 73 % товарообігу роздрібної торгівлі.
У 2009 році вже сама мережа Союз була куплена мережею Євротек.
Станом на 2017 рік мережа нараховувала 26 магазинів в 3 областях: Київській, Житомирській і Чернігівській.
У 2019 році відділ випічки перевели на самообслуговування (раніше там був окремий продавець). Це відбулося у рамках скорочення персоналу.
Станом на січень 2020 року у мережі скуповувалися 25,7 % чернігівців, таким чином, мережа посіла друге місце після АТБ (42,4 %).
Компанія позбулася магазинів у Коростені і Білій Церкві. Станом на 2020 рік у мережу входить 23 магазини із 4 міст України: Чернігів, Славутич, Прилуки і Житомир.

## Власні торгові марки
- «Для Вас»
- «Supero»[8]
- «BestPrice»

## Головний офіс
Мережа входить до ритейлінгової компанії «Альянс Маркет» (головний офіс у Львові) групи компаній Євротек, а головний офіс у Чернігові розташований на вулиці Мартина Небаби, 100.

## Скандали
У вересні 2019 року міський голова Чернігова Атрошенко повідомив про можливе закриття мережі через незадовільні санітарні умови в магазинах. Але станом на 2020 рік магазини продовжують працювати. Представники Євротек повідомили, що жодних приписів щодо антисанітарії не отримували.

## Галерея

Магазин на проспекті Миру, 35
Магазин на вулиці Рокосовського, 26